# Țiganul (film)
Țiganul (în rusă Цыган, transliterat: Țîgan) este un miniserial artistic melodramatic, de producție sovietică, din anul 1979, compus din patru serii. A fost regizat de Aleksandr Blank după romanul omonim al lui Anatoli Kalinin și în prim-plan îl are pe actorul moldovean Mihai Volontir în rolul țiganului Budulai. Compozitorul coloanei sonore a filmului este Valeri Zubkov. Pentru tema muzicală principală au fost scrise versuri și piesa a fost lansată sub denumirea „Moia doroga” (Моя дорога; Drumul meu), fiind interpretată de Konstantin Krîmski.
Succesul acestei serii a dus la realizarea unei continuări în anul 1984, intitulată Întoarcerea lui Budulai. 

## Distribuție
- Mihai Volontir — Budulai
- Klara Luciko — Klavdia Petrovna Puhleakova
- Aleksei Nikulnikov — Vanea, fiul Klavdiei
- Nina Ruslanova — Katika-Aeroport
- Maia Bulgakova — Lușiliha
- Leonid Nevedomskii — Timofei Ilici
- Matliuba Alimova — Nastea
- Vasili Rusnac — Vasea
- Ivan Rîjov — directorul uzinei general Strepetov
- Olga Julina — Niura, fiica Klavdiei
- Sonia Timofeeva — Șeloro
- Rudik Ovsepean — Egor
- Mihail Dolghinin — Mișka Soldatov
- Mihail Matveev — Șeluhin
- Vladimir Zamanski — Privalov
- Evgheni Burenkov — directorul școlii profesionale
- Svetlana Konovalova — Klavdia Andreevna Privalova
- Stasis Petronaitis — Ojoghin
- Iuri Șerstniov — șeful bandei
- Oleg Habalov — țiganul mustăcios
- Konstantin Butaev — banditul țigan
- Gevorg Abazean
- Dumitru Caraciobanu — directorul sovhozului
- Maria Kapnist — țiganca bătrână
- Valeri Maiorov — Igor
- Serghei Priselkov — Polikarp Tarasovici Pilipciuk (Karpușa)